# Himmelpfortgrund

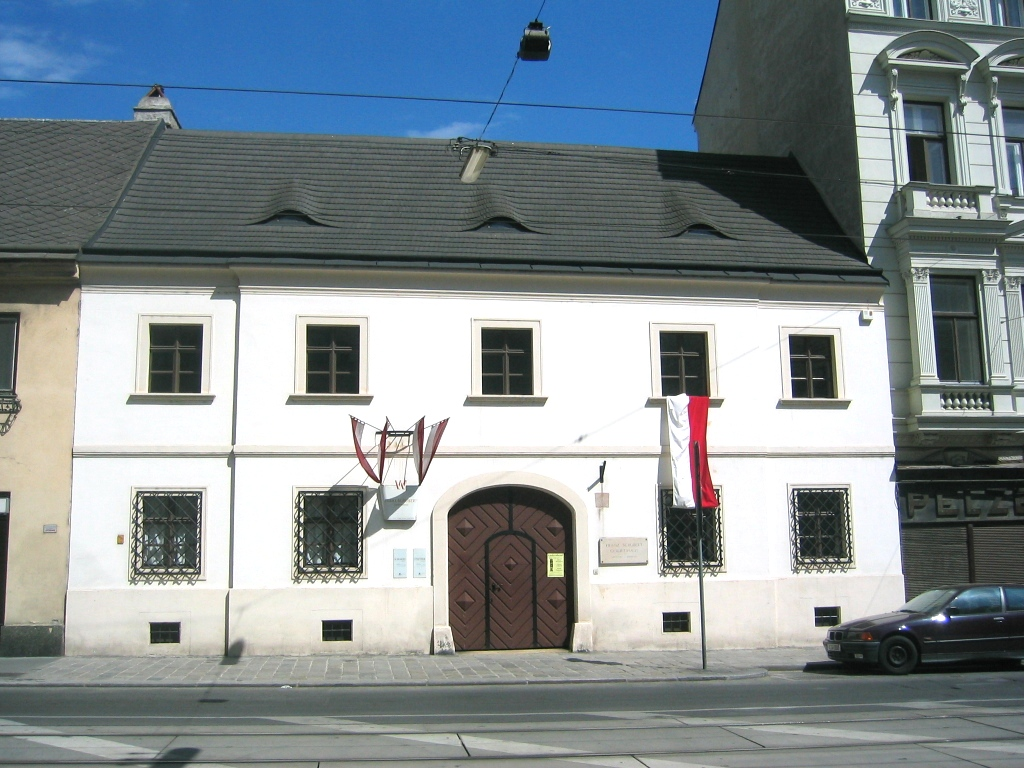
a casa onde Schubert nasceu

Himmelpfortgrund - freguesia ("Grätzel") do 9º distrito (Alsergrund) de Viena, Áustria que se estende atrás da Wiener Volksoper (Ópera Popular de Viena) entre Währinger Gürtel (O), Canisiusgasse (N), Nussdorfer Straße (E) e Sechsschimmelgasse respetivamente Fuchsthallergasse (S).
Nesta freguesia nasceu Franz Schubert, compositor.